# Abzac, Gironde
Abzac är en kommun i departementet Gironde i regionen Nouvelle-Aquitaine i sydvästra Frankrike. Kommunen ligger i kantonen Coutras som tillhör arrondissementet Libourne. År 2022 hade Abzac 2 030 invånare.

## Befolkningsutveckling
Antalet invånare i kommunen Abzac
Referens:INSEE